# Wera Nikolajewna Maslennikowa
Wera Nikolajewna Maslennikowa (russisch Вера Николаевна Масленникова; * 29. April 1926 im Dorf Priluki bei Wologda; † 14. August 2000) war eine sowjetisch-russische Mathematikerin und Hochschullehrerin.

## Leben
Maslennikowa verlor im Alter von 11 Jahren ihre Eltern. 1941 begann sie eine Ausbildung an einer Schule der Textilindustrie. Dann  nahm sie am Deutsch-Sowjetischen Krieg in der 413. Flugabwehrdivision an der Front teil. Sie studierte darauf an der Lomonossow-Universität Moskau (MGU) in der Fakultät für Mechanik und Mathematik mit Abschluss 1951 bei Alexander Ossipowitsch Gelfond. Es folgte die Aspirantur bei Sergei Lwowitsch Sobolew im Moskauer Steklow-Institut für Mathematik der Akademie der Wissenschaften der UdSSR. 1954 verteidigte sie mit Erfolg ihre Dissertation über Lösungen von Anfangswertproblemen in der Hydrodynamik rotierender Flüssigkeiten unter Berücksichtigung der Kompressibilität für die Promotion zur Kandidation der physikalisch-mathematischen Wissenschaften.
1954 wurde Maslennikowa wissenschaftliche Mitarbeiterin des Steklow-Instituts für Mathematik. Ihre Forschungsschwerpunkte waren die Partiellen Differentialgleichungen und die Funktionalanalysis. 1971 verteidigte sie mit Erfolg ihre Doktor-Dissertation über mathematische Probleme der Hydrodynamik rotierender Flüssigkeiten und des Sobolew-Śystems für die Promotion zur Doktorin der physikalisch-mathematischen Wissenschaften. 1974 folgte die Ernennung zur Professorin.
1975–1996 leitete Maslennikowa den Lehrstuhl für Differentialgleichungen und Funktionalanalysis der Patrice-Lumumba-Universität der Völkerfreundschaft.

## Ehrungen, Preise
- Orden des Vaterländischen Krieges II. Klasse (1985)
- Bernard-Bolzano-Goldmedaille der Tschechoslowakischen Akademie der Wissenschaften (1985)
- Staatspreis der UdSSR (1986 zusammen mit S. L. Sobolew und seinem Kollektiv)
- Verdiente Wissenschaftlerin der Russischen Föderation (1992)[5]